# Oskar Niemczyk

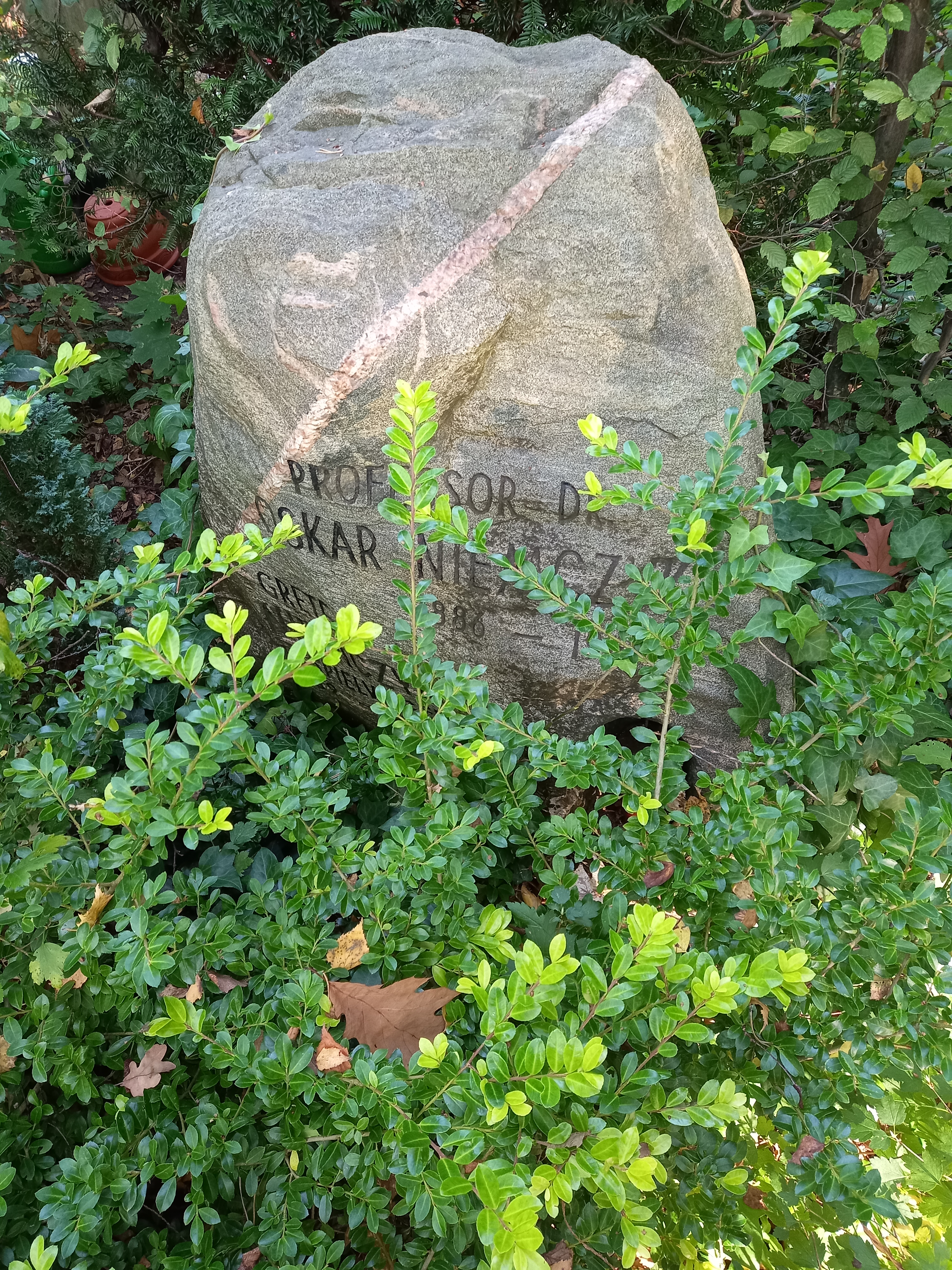
Das Grab von Oskar Niemczyk und seiner Ehefrau Margarete geborene Spielvogel auf dem Friedhof Frohnau in Berlin

Oskar Niemczyk (* 8. Januar 1886 in Rybna/Tarnowitz (Oberschlesien); † 22. November 1961 in Berlin) war ein deutscher Markscheider und Professor an der Technischen Hochschule Berlin.

## Leben und Wirken
Nach seinem Abitur an einem Realgymnasium in Tarnowitz arbeitete der Sohn eines Lehrers zunächst drei Jahre lang in einem oberschlesischen Eisenerz-, Bleizink- und Steinkohlenbergwerk, bevor er ab 1906 an der Bergakademie Berlin sowie an der geodätischen Abteilung der Landwirtschaftlichen Hochschule Berlin die Fächer Geodäsie und Geophysik studierte. Im Jahre 1909 legte er seine Prüfung zum Geodäten und ein Jahr später an der Universität Breslau die Markscheiderprüfung ab. In letzterer Funktion arbeitete Niemczyk anschließend in verschiedenen oberschlesischen Gruben, unter anderem bis zum Ersten Weltkrieg in der Vereinigten Königs- und Laurahütte. Von 1914 bis 1918 nahm Niemczyk am Ersten Weltkrieg als Leutnant der Reserve teil. Nach seinem Militärdienst übernahm ihn ab 1919 die Schlesische Aktiengesellschaft für Bergbau und Zinkhüttenbetriebe in Lipiny als Direktor der Markscheide-, Grundstücks- und Bergschadensabteilung.
Nachdem Niemczyk um 1923 erste Publikationen verfasst hatte, erhielt er ab 1925 einen Lehrauftrag für Markscheidekunde an der Universität Breslau. Im Jahre 1929 promovierte er dort bei Serge von Bubnoff zum Dr. Phil. mit der Dissertation Die Ostrauer Schichten in der Gleiwitzer Sattelzone. 1931 erfolgte seine Ernennung zum Honorarprofessor an der TH Breslau. 1931 berief ihn die TH Berlin auf den Lehrstuhl für Markscheidekunde. Von 1933 bis 1938 amtierte Niemczyk als Dekan der Fakultät für Stoffwirtschaft an der TH Berlin. Am 10. Juli 1937 beantragte er die Aufnahme in die NSDAP und wurde rückwirkend zum 1. Mai desselben Jahres aufgenommen (Mitgliedsnummer 5.589.700). Nachdem er von 1939 bis 1942 Prorektor der TH Berlin gewesen war, amtierte er von 1942 bis 1945 als Rektor dieser technischen Hochschule. Hier setzte sich Niemczyk maßgeblich dafür ein, dass das Lehrgebiet Bergschadenkunde als Teilgebiet des Markscheidewesens anerkannt und die Fakultät für Stoffwirtschaft in Fakultät für Bergbau- und Hüttenwesen umgewandelt wurde. Diese Differenzierung wurde daraufhin auf alle Berghochschulen Deutschlands übertragen. Noch vor dem Zweiten Weltkrieg unternahm Niemczyk im Jahr 1938 eine umfangreiche geodätische Forschungsreise nach Island, die beachtliche geodätische, geophysikalische und geologische Resultate erbrachte, die er 1943 in seinem Werk Spalten auf Island niederschrieb.
1945 wurde Niemczyk von der sowjetischen Besatzungsmacht inhaftiert. Im Jahr 1948 folgte die Berufung zum Ordinarius für Markscheidewesen, Bergschadenkunde und Geophysik im Bergbau an die RWTH Aachen, wo er bis zu seiner Emeritierung im Jahr 1953 lehrte. In dieser Zeit entstand auch sein bedeutendes und in vielen Bereichen bis heute noch richtungweisendes Standardwerk Bergschadenkunde. Mit Beginn seiner Pensionierung zog es ihn wieder nach Berlin, wo er mehrere Publikationen zu Problemen der Gebirgsmechanik und des Gebirgsdrucks herausgab und ab 1958 als ständiger Gastprofessor an seiner alten Wirkungsstätte lehrte.
Niemczyk war von 1933 bis 1945 Vorsitzender des Deutschen Markscheider-Vereins sowie seit 1952 Mitglied in der Deutschen Geodätischen Kommission. Für seine Verdienste wurde Niemczyk im Jahr 1942 zum Dr. Ing. E.h der Universität Mailand und im Jahr 1952 zum Ehrensenator der TU Berlin ernannt. Darüber hinaus wurde er im Jahr 1956 mit dem Großen Verdienstkreuz des Verdienstordens der BRD geehrt.
Noch im Jahre seines Todes wurde die nach ihm benannte Oskar-Niemczyk-Stiftung gegründet, die wissenschaftliche Arbeiten auf dem Gebiet des Markscheidewesens und der Bergschadenkunde unterstützt und herausragende Diplomarbeiten mit dem Oskar-Niemczyk-Preis auszeichnet.

## Werke (Auswahl)
- Die Ostrauer Schichten in der Gleiwitzer Sattelzone, Noske, Borna-Leipzig 1929
- Die Bergschadenkunde als Lehr- und Forschungsgebiet, Vulkan-Verlag, Haus der Technik, Essen 1938
- Die Arbeiten der Deutschen Island-Expedition 1938 in: Geologische Rundschau, Heft 30, Springer, Berlin/Heidelberg 1939, ISSN 0016-7835 (Print) ISSN 1432-1149 (Online)
- Lexikon der Vermessungskunde (zusammen mit Paul Werkmeister), Wichmann, Berlin 1943
- Spalten auf Island, Wittwer, Stuttgart 1943
- Bergschadenkunde, Verlag Glückauf, Essen 1949
- Die Problematik gebirgsmechanischer Vorgänge im Steinkohlenbergbau, Westdt. Verlag, Köln 1955
- Bergmännisches Vermessungswesen, 3 Bände (zus. mit Otto Haibach und Paul Hilbig), Akademie, Berlin 1951, 1956, 1963
- Beitrag zur Wiederherstellung des trigonometrischen Festpunktfeldes in geschlossenen, umfangreichen Bergbaugebieten, Westdeutscher Verlag, Köln 1963